# Anthemiphyllia dentata
Anthemiphyllia dentata är en korallart som först beskrevs av Alcock 1902.  Anthemiphyllia dentata ingår i släktet Anthemiphyllia och familjen Anthemiphylliidae. Inga underarter finns listade i Catalogue of Life.